# Инферно (фильм, 1999)
«Инферно» (англ. Inferno) — боевик 1999 года, главную роль в котором исполнил Жан-Клод Ван Дамм. В американском видеопрокате фильму было присвоено другое название — англ. Desert Heat.
Съёмки фильма начались в июне 1998 года. Первоначальный монтаж фильма, носивший название «Coyote Moon», не понравился Ван Дамму, который провёл перемонтаж; в результате режиссёр фильма Джон Г. Эдвилдсен безуспешно пытался изъять своё имя из титров. Это был последний фильм, снятый Эвилдсеном перед его смертью 16 июня 2017 года.

## Сюжет

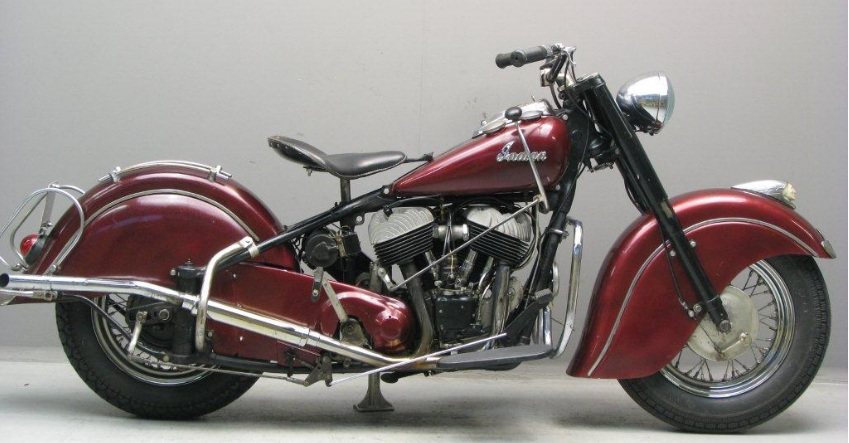
Indian Blackhawk Chief 1950 года

Эдди Ломэкс (Жан-Клод Ван Дамм) — солдат-бродяга, уставший от жизни. Он направляется через пустыню к своему старому армейскому другу, индейцу-шаману Джонни «Шесть Пальцев» (Дэнни Трэхо), чтобы передать ему подарок — мотоцикл — и найти причину умереть. Инцидент с несколькими головорезами из соседнего города, которые крадут его мотоцикл и избивают его почти до смерти, пробуждает в Эдди пламя мести. С помощью старого друга Джонни и некоторых других жителей городка, уставших от гнёта преступной группировки, Эдди приступает к возмездию.
Сюжет фильма частично повторяет сюжет самурайской драмы Акиры Куросавы «Телохранитель» (1961). В «Инферно» также упоминается название оригинальной картины Куросавы и обыгрываются отдельные сцены фильмов «Телохранитель» и «За пригоршню долларов».

## В ролях
| Актёр               | Роль                   |
| ------------------- | ---------------------- |
| Жан-Клод Ван Дамм   | Эдди Ломэкс            |
| Дэнни Трехо         | Джонни «Шесть Пальцев» |
| Билл Эрвин          | Эл Хамильтон           |
| Пэт Морита          | Джубал Эрли            |
| Габриэль Фицпатрик  | Ронда Рейнольдс        |
| Джейми Прессли      | Дотти Мэтьюз           |
| Винсент Скьявелли   | мистер Сингх           |
| Ларри Дрейк         | Рэмси Хогэн            |
| Дэвид «Шарк» Фралик | Мэтт Хогэн             |
| Сайлас Уэйр Митчелл | Джесс Хогэн            |
| Джонатан Эвилдсен   | Питти Хогэн            |
| Пол Косло           | Айвз                   |
| Ли Тергесен         | Люк                    |
| Джефф Кобер         | Бесерко                |

## Дополнительные факты
- Съёмки проходили в штате Калифорния: в пустыне Мохаве, в шахтёрском городке Ред Маунтин[англ.] (рус. Красная гора) и в городе Ланкастер, (неподалёку от которого расположена база ВВС США, что нашло отражение в фильме). Трехо вспоминал съёмки в пустыне: «Там было так жарко, что я проехал на мотоцикле два часа и в итоге получил обезвоживание, госпитализацию в больницу на следующий день и всё такое».
- Это один из немногих фильмов с Дэнни Трэхо, в которых он исполняет положительную роль.
- Мотоциклы в картине — это «Indian Chief» (рус. Индейский вождь), пистолет — «Springfield Armory Loaded» модель 1911-А1 45 калибра.
- Песня, которую напевают Эдди и Джонни — «Cigarettes, Whiskey and Wild, Wild Women» Джима Кроче.
- Тип самолёта с военной базы — T-38A Talon.
- Ван Дамм отмечал определённое сходство в главным героем фильма: «Я потерял от четырёх до пяти лет своей жизни. Я потерял много энергии, связавшись не с теми людьми. Эти люди не были плохими или хорошими, но они мне не подходили. И сейчас я снова получаю удовольствие от жизни, чтобы стать семьянином. Я тренируюсь каждый день, и я снова люблю своё дело, у меня есть страсть, чтобы играть в кино. Я рад каждому моменту в своей жизни, хочу творить кино сейчас».